# Heinrich Kahl
Heinrich Kahl (* 6. Februar 1812; † 7. Juli 1864 in München) war ein deutscher Instrumentalmusiker, Chorleiter und Musikpädagoge.

## Leben
Heinrich Anton Kahl erhielt seine musikalische Grundbildung einschließlich des Unterrichts in Kompositionslehre bis Mai 1830 bei dem Münchner Hofviolinisten und Dirigenten Carl Mayer um 2. Lehrer für Violine im musikalischen Institut werden zu können und wechselte dann zu dem ebenfalls in München tätigen Violinisten Carl Theodor Eichheim (1803–1877). Auf Grund von – in der Münchner Tagespresse öffentlich gemachten – Querelen zwischen Kahl und Mayer wurde Kahl vom musikalischen Institut ausgeschlossen. Um 1848 schloss er sich mit den Instrumentalmusikern Karl Niest (1826-nach 1863), Hornist, Johann Kramer und Max Maier zu einem „Alterthümlichen Quartett“ zusammen, das unter anderem im Nymphenburger Schloss dem König mittelalterliche Weisen auf Philomelen, Mandolinen, Mandolas und anderen längst nicht mehr gebräuchlichen Instrumenten vortrug. Mit ministerieller Entschließung vom 10. Mai 1850 wurde Heinrich Kahl als Nachfolger von Karl Schönchen (1785–1861) zum Violinlehrer am Maximiliansgymnasium in München in der Karmeliterstraße ernannt und fungierte gleichzeitig als Chordirigent der angeschlossenen Studienkirche. Im Schuljahr 1863/64 wurde er infolge einer schweren Erkrankung beurlaubt und sein Instrumentalunterricht durch den Musikeleven des k.Hoforchesters und Gesangslehrer am Maximiliansgymnasium, Karl Ramftler (1843–1890), vertreten. Ein Trauergottesdienst fand am 14. Juli 1864 statt.
Heinrich Kahl war verheiratet; der gemeinsame Sohn mit Ernestine Kahl, Heinrich Kahl (1839–1892), wurde ebenfalls Instrumentalmusiker und Musikdirektor am Hoforchester in Berlin. Zu Kahls Privatschülern gehörten unter anderem Joseph Wiesbeck und die Geigerin Sophie Hummler (1841–1918).